# آلیسون الیوت
آلیسون الیوت (انگلیسی: Alison Elliott؛ زادهٔ ۱۹ مهٔ ۱۹۷۰) یک هنرپیشه اهل ایالات متحده آمریکا است. وی از سال ۱۹۸۹ میلادی تاکنون مشغول فعالیت بوده‌است.
از فیلم‌ها یا برنامه‌های تلویزیونی که وی در آن نقش داشته‌است می‌توان به بال‌های کبوتر، وایت ایرپ، زیر و پدیده اشاره کرد.